# 19875 Guedes
19875 Guedes è un asteroide della fascia principale. Scoperto nel 1960, presenta un'orbita caratterizzata da un semiasse maggiore pari a 2,6600052 UA e da un'eccentricità di 0,1488139, inclinata di 13,01163° rispetto all'eclittica.